# ألباي غوكتكين
ألباي غوكتكين (1972م - 2020م) (بالتركية:Alpay Göktekin) هو موسيقار تركي. قام بتلحين موسيقى بعض المسلسلات التركية، مثل:قيامة أرطغرل.

## النشأة
ولد 2 أبريل 1972 بإسطنبول,وظهر شغفه بالموسيقى منذ أن كان طفلاً، واتجه للعمل في مجال شغفه في مرحلة مبكرة من شبابه.

## حياته المهنية
في عام 2002,عمل غوكتكين كمساعد موسيقيّ للموسيقار التركي ميليه كيبار, واستمر بعمله هذا لمدة عامين شارك فيهما بإنشاء الموسيقى التصويرية لمسلسل Gülüm.
وبدأ بالعمل في مجال الإعلانات والمسلسلات التلفزيونية والموسيقى الإذاعية لمختلف شركات الإنتاج والوكالات بشكل مستقل منذ عام 2004.
في عام 2006 أسس شركة موسيقية تحمل اسم REC Music Production بالشراكة مع صديقه آلب يينير.
في عام 2016 عقد شراكة موسيقية مع زوجته زينب ألاسيا التي تعمل في نفس المجال، ليقوما بتوقيع عقود عمل مشترك لإنتاج الموسيقى التصويرية للعديد من الأفلام والمسلسلات التركية.

### أعماله
قام بتلحين الموسيقى التصويرية لبعض المسلسلات التركية مثل:
- قيامة أرطغرل
- المؤسس عثمان (مسلسل)
- كوت العمارة (مسلسل)
- حب للإيجار[2]

## إعجاب أردوغان بأعمال غوكتكين
كان الرئيس التركي رجب طيب أردوغان حريصاً على افتتاح العديد من الاجتماعات الرسمية واللقاءات الدولية بموسيقى الحماسية لمسلسل قيامة أرطغرل الشهيرة.
كما استقبل في عدة مناسبات رؤساء دول على أنغام هذه الموسيقى مثل الرئيس الأذربيجاني إلهام علييف بموكب رسمي وكذا وفد القيادة العامة للدرك في المجمع الرئاسي بمناسبة الذكرى 178 لتأسيسه في عام 2017.

## الجوائز
تم ترشيح ألباي غوكتكين لجائزة مهرجان الفراشة الذهبية السينمائي أربع مرات على التوالي، عن موسيقاه التصويرية للعديد من المسلسلات.

## وفاته
توفي ألباي غوكتكين يوم 11 مايو 2020 بعد صراع مع المرض، عن عمر ناهز 48 عامًا.
ونعى مؤلف ومنتج مسلسل قيامة أرطغرل محمد بوزداغ الموسيقار التركي الراحل بكلماتٍ مؤثرة قال فيها: “آسف لسماع هذا الخبر، كانت موسيقي ألباي غوكتكين هي ما يضيف الروح لأعمالنا، أتمنى له الخلود في جنان النعيم”.